# 스티브 렁
스티브 렁(영어: Steve Leung, 중국어: 梁志天, 한어 병음: Liáng Zhìtiān 량즈톈[*], 월병: Leung4 Ji3 Tin1 렁지틴[*], 1957년 ~ )은 홍콩의 건축, 인테리어 및 제품 디자이너이다. 현대적 스타일에 아시아 예술과 문화 요소를 잘 녹여내고 있다는 평가를 받았으며 "현대 심플의 대가"라고 불린다.

## 소개
스티브 렁은 1987년에 자신의 건축 및 도시 계획 컨설턴트를 설립했고 이후 1997년에 스티브 렁 건축(Steve Leung Architects Ltd., SLA)과 스티브 렁 디자이너(Steve Leung Designers Ltd., SLD)로 개편했다. 홍콩에 본사를 두고 중국 베이징시, 상하이시, 광저우시, 선전시 등에 4개 지사를 두고 있는 이 회사는 아시아에서 가장 큰 실내 디자인 회사 가운데 하나이다. 2018년에는 홍콩 증권거래소(SEHK: 2262) 메인보드에 SLD 그룹이 상장되었다. 이 그룹은 전 세계 100개 도시에 분산된 프로젝트를 위해 고도의 역량을 가진 600명의 직원을 두고 있다. SLD의 지속적인 헌신으로 2016년부터 2018년 사이에 3년 연속 주거 부문 세계 1위 인테리어 업체로 인정받았고 미국 인테리어 디자인 매거진이 발행하는 "톱 100 자이언츠 리서치"에서 글로벌 랭킹 21위에 올랐다.
스티브 렁은 인테리어 디자인 산업에 열의를 가지고 봉사해 왔다. 스티브 렁은 2017년부터 2019년까지 국제 인테리어 건축가·디자이너 협회 회장을 역임했고 중국 국가 장학회 디자인 위원회 상무이사를 맡았다. 2014년에는 중국 대륙, 홍콩, 타이완의 인테리어 디자이너들과 손잡고 C재단(C Foundation)을 설립해 교육 활성화와 디자인 산업의 발전을 도모했다. 2016년에는 홍콩에 대한 직업 교육 훈련 발전에 기여한 공로를 인정받아 직업 훈련 협의회로부터 명예 평의원 칭호를 수여받았다. 2018년부터 2019년까지 홍콩 특별 행정구 상무 경제 개발부 장관, 홍콩 무역 발전국 디자인·마케팅·라이선싱 서비스 자문위원회 위원장에 의해 무역 산업 자문 위원회 위원으로 위촉됐다.
스티브 렁은 2007년에 1957 & Co.라는 이름의 레스토랑 운영 및 경영 그룹을 설립했다.

## 수상
- 1999년부터 2017년까지 14차례에 걸쳐 "인테리어 분야의 오스카상"이라고 부르는 앤드루 마틴 국제 인테리어 디자인상(Andrew Martin International Interior Design Awards)을 수상하였으며 2015년에는 제19회 앤드루 마틴 국제 인테리어 디자인상 글로벌상"을 수상했다.
- 2015 INTERNI 글로벌 디자인 파워 리스트(Global Design Power List)의 세계에서 가장 영향력 있는 50명의 디자이너 선정
- 포브스 중국판에서 발표한 "중국에서 가장 영향력 있는 디자이너 목록"에서 상위 30위에 선정

## 대표작
건축 분야
- 민생서원 찬희루
- 해피밸리 남당도 45호 대저택 재건축 사업
- 희복도

실내 인테리어
- 마안산 심포니베이 2개의 시범 단위에서 진행된 실내 디자인 프로젝트
- 39 콘듀잇 로드 (홍콩 고급 아파트)
- 노브텔 시티게이트 홍콩
- Fairwood 보관됨 2021-01-27 - 웨이백 머신 (홍콩 패스트푸드점)
- Maxim's MX
- 드랑 레스토랑
- 샤다 하얏트 호텔 보관됨 2020-12-04 - 웨이백 머신
- Sushi Ta-ke (홍콩 초밥집)
- Annam 레스토랑